# Beatrice di Vermandois
Beatrice di Vermandois (880 circa – dopo il 26 marzo 931) fu, come moglie di Roberto I, contessa di Parigi, marchesa di Neustria, e poi regina dei Franchi occidentali.

## Origine
Figlia secondogenita del conte di Vermandois, Erberto I (ca. 850 –  907) (nipote del re d'Italia, Bernardo, a sua volta nipote di Carlo Magno) e della moglie Liutgarda o Berta de Morvois, di cui non si conoscono gli ascendenti. Suo fratello maggiore, Erberto sarebbe divenuto anche suo genero, sposando Adele, la figliastra di Beatrice.

## Biografia
Nell'897 circa, Beatrice fu data in moglie al fratello del re dei Franchi occidentali, Oddone, il conte di Parigi e Marchese di Neustria contro i Bretoni, Roberto(860 oppure 866- 15 giugno 923), figlio maschio secondogenito del Marchese di Neustria contro i Bretoni, conte d'Angiò, di Auxerre e di Nevers, Roberto il Forte, della dinastia dei Robertingi, e della seconda (o terza) moglie, Adelaide d'Alsazia, come è indicato nelle Europäische Stammtafeln, vol II cap. 10 (non consultate).
Secondo lo storico francese Christian Settipani, questo matrimonio suggellò la pace, dell'897, tra i Robertingi ed i Vermandois, partigiani di Carlo il Semplice, dopo che il re Oddone, fratello di Roberto, aveva riconosciuto il carolingio come suo successore.
Dopo la morte di suo cognato, Oddone, avvenuta il 3 gennaio 898, i nobili, rispettando il patto dell'anno precedente accettarono come re, Carlo III il Semplice; anche suo marito, Roberto, che mantenne tutti i suoi possedimenti ed i suoi titoli, ne riconobbe la supremazia.
Beatrice divenne regina dei franchi occidentali, dopo che suo marito Roberto, che aveva guidato la rivolta contro il re Carlo III, il 22 giugno 922 era stato acclamato re ed il 30 giugno, secondo il cronista Flodoardo, era stato incoronato re a Reims, dall'arcivescovo di Sens, Gualtiero nella chiesa di San Remigio.
Roberto, nella battaglia che ne seguì ebbe la meglio, e Carlo III dovette fuggire in Lotaringia, ma perse la vita.
Dopo la morte di Roberto i Neustriani elessero re il genero di Beatrice, Rodolfo, Duca di Borgogna, che fu incoronato a Soissons, il 13 luglio e sua figlia Emma le successe come regina dei Franchi occidentali.
Della morte di Beatrice non si hanno notizie, si sa solamente che al 26 marzo 931, era ancora in vita, citata in un documento del figlio Ugo.

## Figli
Beatrice a Roberto diede due figli:
- Ugo (898- 16 giugno 956), marchese di Neustria e conte di Parigi; padre di Ugo Capeto;
- Emma ( † 2 novembre 934[13]), sposa di Rodolfo di Borgogna[13].

## Ascendenza
|                         |   |                   | Genitori |  |  | Nonni |  |  | Bisnonni          |  |  | Trisnonni       |  |
|                         |   |                   |          |  |  |       |  |  | Bernardo d'Italia |  |  | Pipino d'Italia |  |
|                         |   |                   |          |  |  |       |  |  | Bernardo d'Italia |  |  | Pipino d'Italia |  |
|                         |   | Cunegonda di Laon |          |  |  |       |  |  | Bernardo d'Italia |  |  |                 |  |
| Pipino I di Vermandois  |   |                   |          |  |  |       |  |  | Bernardo d'Italia |  |  |                 |  |
|                         |   | Cunegonda         | …        |  |  |       |  |  |                   |  |  |                 |  |
|                         |   | Cunegonda         | …        |  |  |       |  |  |                   |  |  |                 |  |
|                         |   | Cunegonda         | …        |  |  |       |  |  |                   |  |  |                 |  |
| Erberto I di Vermandois |   | Cunegonda         |          |  |  |       |  |  |                   |  |  |                 |  |
|                         |   | …                 | …        |  |  |       |  |  |                   |  |  |                 |  |
|                         |   | …                 | …        |  |  |       |  |  |                   |  |  |                 |  |
|                         |   | …                 | …        |  |  |       |  |  |                   |  |  |                 |  |
| …                       |   | …                 |          |  |  |       |  |  |                   |  |  |                 |  |
|                         |   | …                 | …        |  |  |       |  |  |                   |  |  |                 |  |
|                         |   | …                 | …        |  |  |       |  |  |                   |  |  |                 |  |
|                         |   | …                 | …        |  |  |       |  |  |                   |  |  |                 |  |
| Beatrice di Vermandois  |   | …                 |          |  |  |       |  |  |                   |  |  |                 |  |
|                         | … | …                 |          |  |  |       |  |  |                   |  |  |                 |  |
|                         | … | …                 |          |  |  |       |  |  |                   |  |  |                 |  |
|                         | … | …                 |          |  |  |       |  |  |                   |  |  |                 |  |
| …                       | … |                   |          |  |  |       |  |  |                   |  |  |                 |  |
|                         |   | …                 | …        |  |  |       |  |  |                   |  |  |                 |  |
|                         |   | …                 | …        |  |  |       |  |  |                   |  |  |                 |  |
|                         |   | …                 | …        |  |  |       |  |  |                   |  |  |                 |  |
| Liutgarda di Morvois    |   | …                 |          |  |  |       |  |  |                   |  |  |                 |  |
|                         |   | …                 | …        |  |  |       |  |  |                   |  |  |                 |  |
|                         |   | …                 | …        |  |  |       |  |  |                   |  |  |                 |  |
|                         |   | …                 | …        |  |  |       |  |  |                   |  |  |                 |  |
| …                       |   | …                 |          |  |  |       |  |  |                   |  |  |                 |  |
|                         |   | …                 | …        |  |  |       |  |  |                   |  |  |                 |  |
|                         |   | …                 | …        |  |  |       |  |  |                   |  |  |                 |  |
|                         |   | …                 | …        |  |  |       |  |  |                   |  |  |                 |  |
|                         |   | …                 |          |  |  |       |  |  |                   |  |  |                 |  |

### Fonti primarie
- (LA)  Monumenta Germaniae Historica, Scriptores, tomus XV.2.
- (LA)  Rerum Gallicarum et Francicarum Scriptores, tomus IX.
- (LA)  Cartulaire de l'Abbaye de Saint-Bertin: Cartolarium Sithiense.
- (LA)  Monumenta Germaniae Historica, Scriptores, tomus III.
- (LA)  Monumenta Germaniae Historica, Scriptores, tomus IX.

### Letteratura storiografica
- René Poupardin, I regni carolingi (840-918), in «Storia del mondo medievale», vol. II, 1979, pp. 583–635
- Louis Halphen, Francia: gli ultimi carolingi e l'ascesa di Ugo Capeto (888-987), in «Storia del mondo medievale», vol. II, 1979, pp. 635–661
- Allen Mayer, I vichinghi, in «Storia del mondo medievale», vol. II, 1979, pp. 734–769